# Кведа-Агара
Кведа-Агара (груз. ქვედა აგარა) — село в Кедском муниципалитете Грузии.

## География
Село находится на правом берегу реки Аджарисцкали, на расстоянии в 6 километрах от посёлка городского типа Кеда, административного центра муниципалитета. Абсолютная высота — 317 метров над уровнем моря.

## Население
По данным переписи населения 2014 года, в селе проживает 109 человек (56 мужчин и 53 женщины). По национальной структуре грузины составили 100% населения села.
| Год  | Численность |
| ---- | ----------- |
| 2002 | 97          |
| 2014 | ↗109        |